# 雲のゆくえ
「雲のゆくえ」は、sarahの9枚目のシングル。1998年7月25日にPHOTONから発売された。

## 概要
- さくら銀行のCMソングとして使用された[2]。
- 2023年3月22日より、サブスクリプションサービスでの配信が開始された[3]。

## 収録曲
1. 雲のゆくえ [5:27]
作詞：田中章義、作曲：高橋和哉、編曲：平松靖
  - さくら銀行CMソング[4]
2. サイドブレーキ [5:29]
作詞：増山龍太、作曲：Abou el fida・Nadège Cellier、編曲：NADÈGE
3. 雲のゆくえ（instrumental） [5:26]

## 収録アルバム
| 曲名       | 収録アルバム        | 発売日        | 規格品番  |
| ---------- | ------------------- | ------------- | --------- |
| 雲のゆくえ | 『真昼の夢 夜の庭』 | 1998年8月26日 | WPC6-8391 |